# Johan Abraham Lillie

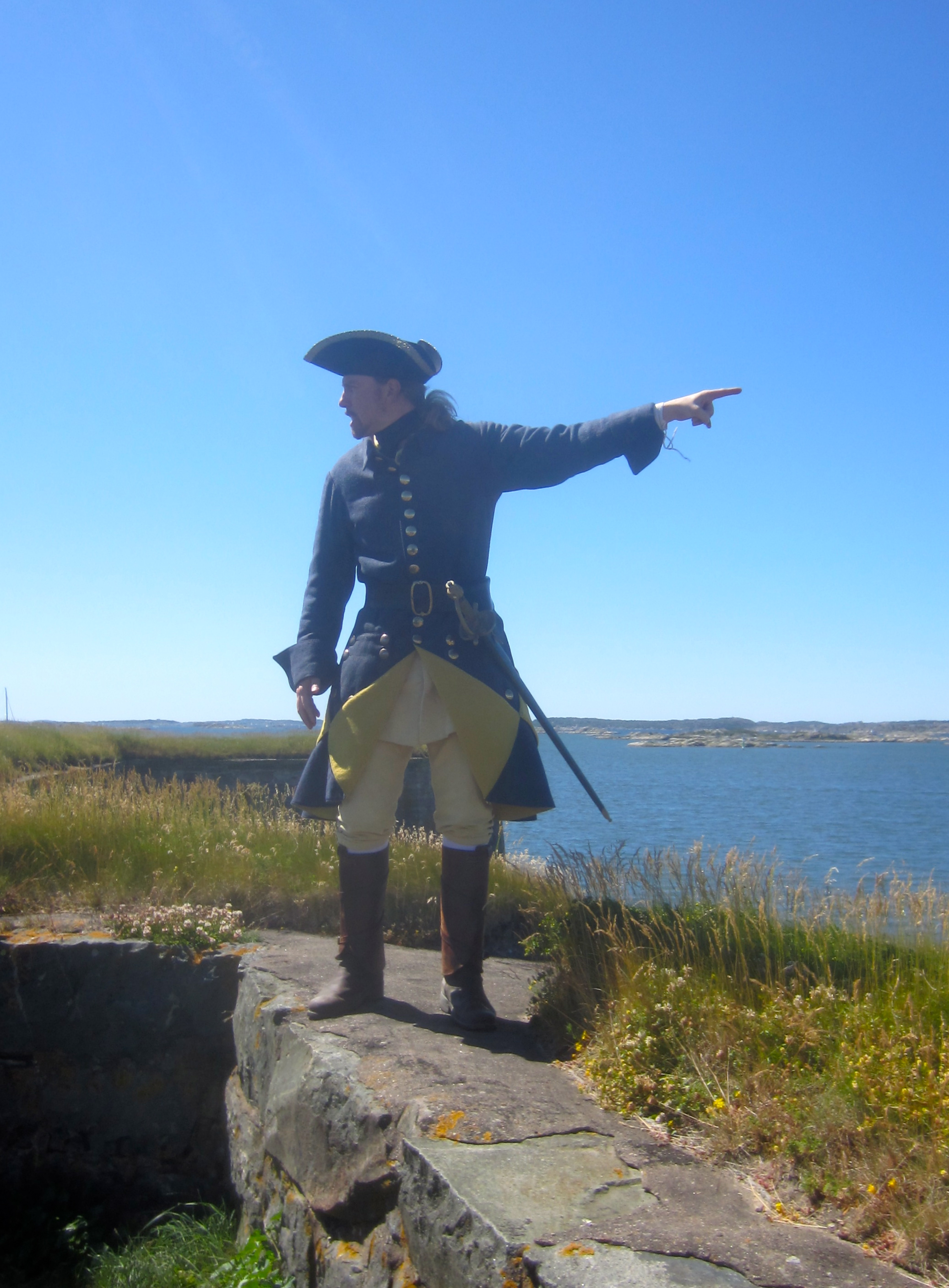
Kommendanten Lillie kan ha sett ut på detta vis i juli 1719 när han var befälhavare på Nya Elfsborgs fästning. Foto från en dramatiserad visning av fästningen i juli 2015.

Johan Abraham Lillie af Aspenäs, även kallad Jean Abraham, född 2 december 1675, död 19 oktober 1738 
i Bjärka, var en svensk friherre och militär.

## Biografi
Jean Abraham Lillie blev volontär 1692, fänrik 1700, kapten 1704, major 1710, överstelöjtnant 1712, kommendant på Nya Älvsborg 1716 och överste 1722. Han utmärkte sig i slagen vid Helsingborg och Gadebusch. Han blev särskilt känd för sitt tappra försvar av Nya Älvsborg mot viceamiralen Peter Tordenskjolds dansk-norska flottstyrkor i juli 1719, för vilket han upphöjdes till friherre.
Innan striden började den 21 juli skickade Tordenskjold en förhandlare till kommendanten Lillie med en uppmaning till kapitulation. Lillie återsände förhandlaren med hälsningen att: "...om herr schoutbynachten hade något att andraga, skulle han vända sig till guvernören i Göteborg; ty från Elfsborg ämnade man svara honom endast med eld."
Under tre dagar besköts Nya Älvsborgs fästningen konstant utan några längre uppehåll. Skadorna blev omfattande och bland annat förstördes en mur till följd av ett exploderande krutförråd. Även det tre våningar höga tornet skadades svårt. Trots detta vägrade Lillie kapitulera utan besvarade de upprepande danska förhandlingsbuden med att han: hellre ville föras tillbaka till Göteborg som ”en död Lillie än en levande Danckwardt”. Med detta syftade han på den kapitulation, som skett den 15 juli 1719 av kommendanten Henrich Danckwardt på Karlstens fästning.  
Försvaret av Nya Älvsborgs fästning väckte stor uppmärksamhet i hela Sverige och den tappre kommendanten Lillie förärades ett eget ordspråk ”De danske plocka inga svenska Lillier”.
Lillie fick 1720 överkommandot på det av ryssarna hotade Vaxholms fästning och blev 1728 överste för Älvsborgs regemente.
Hans dotter Metta Magdalena (1709–1788) var gift med majoren Johan Gustaf Natt och Dag. Hans son kammarherre Clas Lillie (1708–1764) kom genom ingifte i släkten Stenbock i besittning av Såtenäs i Tun, Skar. Dennes son Jean Otto Lillie (1745–1813) var 1771 överjägmästare i Närke och 1771–1774 i Skaraborgs län.